# عباس حریری
عباس حریری کشتی‌گیر اهل ایران بوده‌است.
وی در بازی‌های المپیک تابستانی ۱۹۴۸ در وزن Middleweight شرکت کرده و با شکست در اولین مسابقه خود در برابر گلن براند کشتی‌گیر آمریکایی از مسابقات حذف و در رده آخر این وزن قرار گرفت.